# سعید السریحی
سعید مصلح سعید الصریحی الحربی (۱۳۷۳ق - ۱۹۵۳م) نویسنده و منتقد سعودی از نسل پیشگامان ادبی عربستان سعودی و یکی از قطب‌های مطبوعات آنجاست. عضو هیئت مدیره باشگاه فرهنگی ادبی جده، مشاور انجمن فرهنگ و هنر و ناظر بخش‌های فرهنگی روزنامه عکاظ از نمادهای مدرنیته در جهان عرب می‌باشد.
او در پایتخت‌های عربی و اروپایی سخنرانی کرده‌است و عضو هیئت داوران جایزه بلند الحیدری، جایزه الطیب صالح، جایزه محمد حسن عوض، جایزه محمد الثبیتی و جایزه صدام حسین بوده‌است.
آثار مهم او، اغوای نام، شرح حال قهوه، کلام نهی، الرویس، نوشتن خارج از پرانتز هستند. وی در روزنامه عکاظ یک ستون روزانه با عنوان (نظر شما) دارد.

## زندگی
تحصیلات ابتدایی، راهنمایی و دبیرستان را در جده، تحصیلات دانشگاهی و تحصیلات تکمیلی (عربی) را در دانشکده شریعت و سپس دانشکده عربی را در دانشگاه ام القری مکه به پایان رساند. وی بیست سال در زمینه آموزش، دو سال در آموزش عمومی و هجده سال در دانشگاه ام القری فعالیت کرد و مدت بیست و هشت سال در زمینه روزنامه‌نگاری به فعالیت پرداخت.

## تز دکترای جنجالی
الصریحی رساله دکتری از دانشگاه ام القری را تحت عنوان (تجدید زبان شعرای نواندیش عصر عباسی) در نظر گرفت. دانشگاه بر اساس‌نامه ای خطاب به وی در تاریخ ۶/۵/۱۹۸۹ و به امضای رئیس دانشکده زبان عربی، تصمیم گرفت که به این پایان‌نامه «به دلیل اینکه حاوی نظراتی است که با آموزه‌های دینی مطابقت ندارد» مجوز ندهد. از او خواسته شد توبه کرده و برای انتخاب موضوع دیگری اقدام کند. تصمیم دانشگاه، جنجال گسترده‌ای را بین یک گروه حامی که می‌دانستند تز او دارای کاستی‌های علمی و روش‌شناختی است، و مخالفان دیگری که می‌دیدند الصریحی قربانی مخالفانی است که به دلیل اندیشه‌های مدرنیستی و روشنگری اش در کمین او بوده‌اند برانگیخت.

## آثار
- نوشتن خارج از پرانتز ۱۹۸۷

انتشار توسط کلوپ ادبی جزان در ۱۴۰۷ قمری، شامل برخی از سخنرانی‌ها و خوانشهای انتقادی وی است. کتاب مملو از متون مختلف است و ریشه در اثربخشی تفاوت‌هایی دارد که به فرد تمایز می‌بخشد. الصریحی سرنوشت را خالق مخالفت مستمر قاب و قالب میداند. تأیید استقلال و آزادی انسان با ایجاد زبانی که به مجموعه ای از دگمها وابسته نباشد مگر به رهایی به سوی افق‌های جدید و متعالی . ایده او که گفته‌های او را در این کتاب متصل می‌کند، این است که این بینش است که فرد را در مواجهه با گروه تثبیت می‌کند.
- هیزم را روی آتش برگردان ۱۹۹۴
- عادت جداساز: تبارشناسی سخاوت از گفتار تا تجربه ۱۹۹۶

این کتاب گفتمان فرهنگ را در بر می‌گیرد که نیازهای انسانی را در بر می‌گیرد که از واقعیت‌های تجربه ناشی می‌شود و آنچه این گفتمان از نظر ارزش‌ها و آرمان‌ها در مورد ضرورت‌های اطاعت از قانون سخاوت و ضمنی در تار و پود گفتمان فرهنگی به کار می‌گیرد. .
- جنبش زبان شاعرانه ۱۹۹۹ م
- اغوای نام: پیرامون قهوه و تحریم ۲۰۱۱م.
- رمان الرویس ۲۰۱۳
- عتبات تهجی: شعر محمد الثبیتی ۲۰۱۵
- عشق و جنون: رابطه عقل و هوس در فرهنگ عرب ۲۰۱۵
- ایدئولوژی صحرا: چشم‌اندازهای جدید و هویت معلق ۲۰۱۵
- شعر ابی تمام بین نقد قدیم و نقد جدید ۲۰۱۶ م.
- زندگی خارج از پرانتز: زندگی‌نامه سعید، ۲۰۲۰
- زمان می‌گذرد: نوشته‌های روی دیوار سنگی ۲۰۲۰ پس از میلاد
- برای اینکه دوباره بیدار نشویم: گفتمان بیداری و شناخت سازوکارهای گره در جامعه ۲۰۲۱
- آنچه شاهد نگفت: جستجو در روشهای بیان غیرمستقیم ۲۰۲۲